# Kęstutis Šapka
Kęstutis Šapka (ur. 15 listopada 1949 w Wilnie) – litewski lekkoatleta specjalizujący się w skoku wzwyż, który reprezentował Związek Socjalistycznych Republik Radzieckich.

## Kariera
Dwunasty zawodnik igrzysk olimpijskich w Monachium (1972). W 1971 roku został mistrzem Europy, a trzy lata później zdobył srebrny medal mistrzostw Starego Kontynentu. Dwa razy stawał na podium halowych mistrzostw Europy. Karierę skoczka wzwyż zakończył z powodu powtarzających się kontuzji. Obecnie pracuje jako trener w Wilnie. Rekord życiowy: stadion – 2,25 m (4 września 1974, Rzym); hala – 2,22 m (11 marca 1972, Grenoble).

## Osiągnięcia
| Rok  | Impreza                   | Miejsce   | Pozycja     | Wynik |
| ---- | ------------------------- | --------- | ----------- | ----- |
| 1971 | Halowe mistrzostwa Europy | Sofia     | 6. miejsce  | 2,14  |
| 1971 | Mistrzostwa Europy        | Helsinki  | 1. miejsce  | 2,20  |
| 1972 | Halowe mistrzostwa Europy | Grenoble  | 2. miejsce  | 2,22  |
| 1972 | Igrzyska olimpijskie      | Monachium | 12. miejsce | 2,15  |
| 1974 | Halowe mistrzostwa Europy | Göteborg  | 1. miejsce  | 2,22  |
| 1974 | Mistrzostwa Europy        | Rzym      | 2. miejsce  | 2,25  |